# 舒格蘭 (德克薩斯州)
舒格蘭（英語：Sugar Land，又譯糖城）是美國德克薩斯州本德堡縣的一個城市，位於休士頓西南，有布拉索斯河自西南方流過，面積64.5平方公里。根據美國2010年人口普查，人口78,817人，是「休士頓-舒格蘭-貝敦都會區」的第三大城市；當地亞裔居民占35.3%，大多数为华裔。
糖城自1910年成為公司鎮，後於1959年正式建市。

## 教育

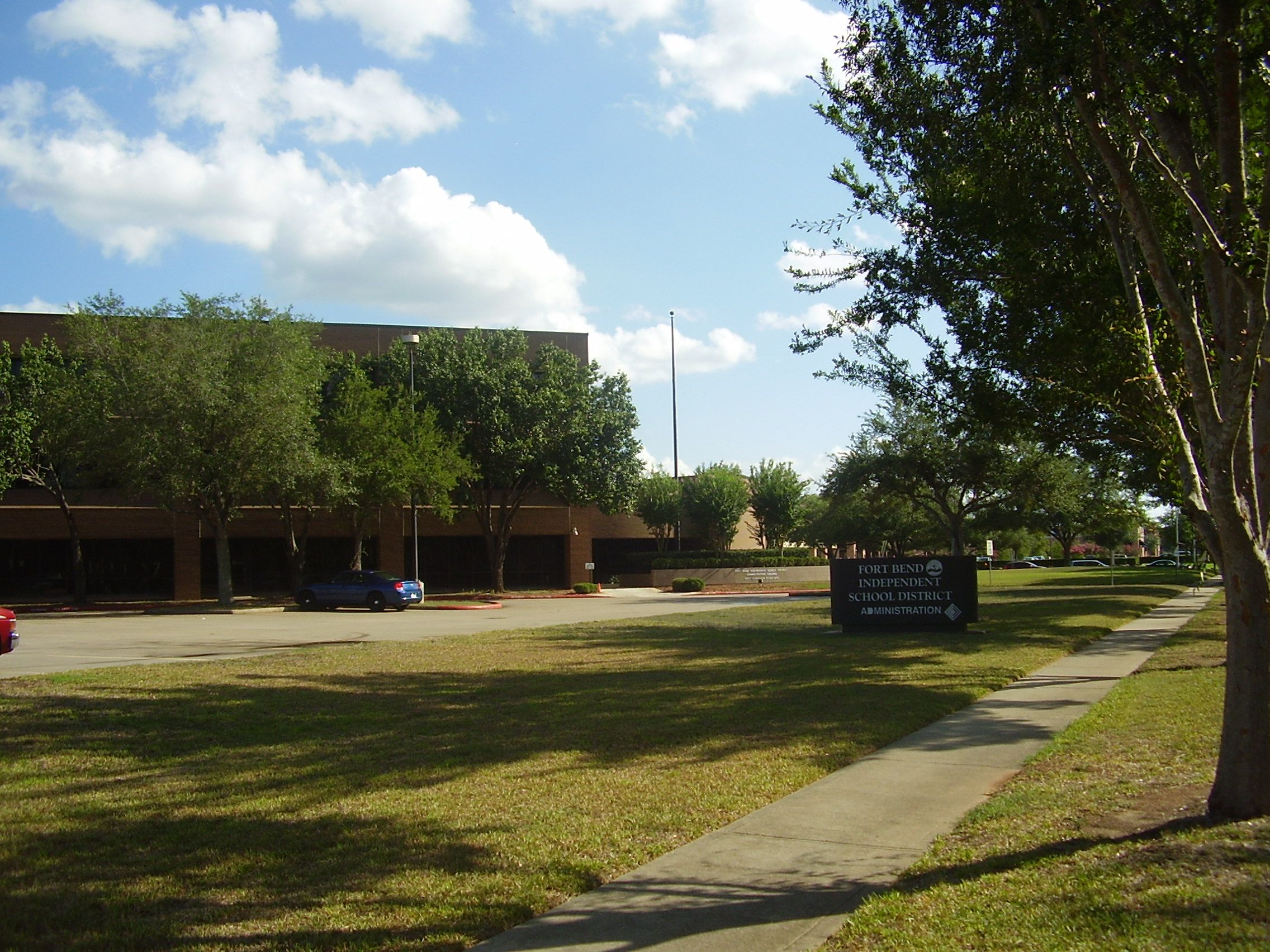
福特本德獨立學區的总部

糖城屬福特本德獨立學區，學區內有多間学校。